# Scissure calloso-marginale

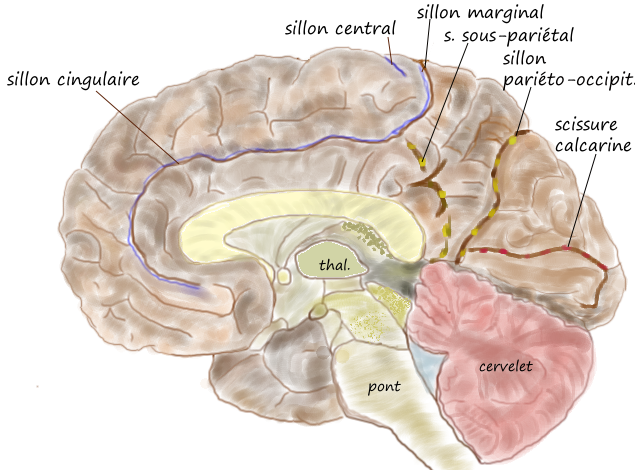
Sillons sur la face interne de l'hémisphère droit.

Le sillon calloso-marginal (ou scissure calloso-marginale) est un sillon de la face interne de chaque hémisphère cérébral, composé du sillon cingulaire et du sillon marginal, ce dernier correspondant au rameau ascendant du sillon cingulaire.
Il commence sous le bec du corps calleux, puis remonte parallèlement à la face supérieure de ce dernier avant de tourner brusquement (à angle droit) vers le haut. Cette branche terminale, appelée sillon marginal, se termine entre l'encoche à la face interne du sillon central et le sillon postcentral. Le sillon cingulaire est souvent dupliqué dans l'hémisphère gauche par un petit sillon paracingulaire.
Le sillon cingulaire limite par le haut le gyrus cingulaire, qui appartient au lobe limbique. En avant et au-dessous du sillon cingulaire se trouve le lobe frontal, dont la limite postérieure se situe sur l'encoche à la face interne du sillon central.